# Ed Quinn

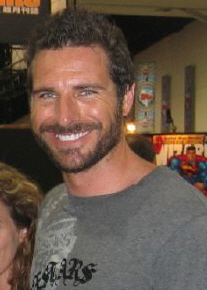
Ed Quinn, 2007

Arthur Edward Quinn (* 26. Februar 1968 in Berkeley, Kalifornien) ist ein US-amerikanischer Schauspieler.

## Leben und Werk
Ed Quinn absolvierte die St. Mary’s High School in Berkeley und die University of California, die er 1991 mit dem Bachelor in Geschichte abschloss. Anschließend arbeitete er als Model in Paris, Barcelona und Mailand und wirkte in Fernseh-Werbespots mit.
Nach seiner Rückkehr in die USA spielte er in einer Folge von Dharma & Greg eine Gastrolle und erhielt kurz darauf die Hauptrolle des Finn in der kurzlebigen WB-Fernsehserie Young Americans (2000). Quinn spielte Gastrollen unter anderem in Jack & Jill, Crossing Jordan – Pathologin mit Profil, JAG – Im Auftrag der Ehre, CSI: Den Tätern auf der Spur und Immer wieder Jim. Seinen ersten Auftritt in einem Spielfilm hatte er 2002 im Thriller Beeper mit Harvey Keitel und Joey Lauren Adams, gefolgt von Starship Troopers 2 (2004). Von 2006 bis 2008 gehörte er zur Stammbesetzung der SciFi-Serie EUReKA – Die geheime Stadt.
Bevor er zur Schauspielerei fand, galt Quinns Leidenschaft der Musik. Sein Studium absolvierte er mit Joe Satriani und spielte in Los Angeles in den Bands Mad Theory und Scattergood Leadgitarre. Ed Quinn hat drei Geschwister.

## Filmografie (Auswahl)

### Filme
- 2002: Beeper
- 2004: Starship Troopers 2: Held der Föderation (Starship Troopers 2: Hero of the Federation)
- 2005: House of the Dead II
- 2007: Ein Nachbar zum Verlieben? (The Neighbor)
- 2011: Blood Out
- 2011: Behemoth – Monster aus der Tiefe (Behemoth)
- 2012: Werwolf – Das Grauen lebt unter uns (Werewolf: The Beast Among Us)
- 2012: Das Ende der Welt – Die 12 Prophezeiungen der Maya (The 12 Disasters of Christmas, Fernsehfilm)
- 2015: Navy Seals vs. Zombies
- 2019: Grand-Daddy Day Care
- 2019: The Last Summer
- 2020: American Pie präsentiert: Jetzt haben die Mädchen das Sagen (American Pie Presents: Girls’ Rules)
- 2024: Guns & Moses
- 2025: Shadow Force – Die letzte Mission (Shadow Force)

### Fernsehserien
- 1999: V.I.P. – Die Bodyguards (V.I.P., Folge 2x10)
- 2000: Dharma & Greg (Folge 3x19)
- 2000: Rawley High – Das erste Semester (Young Americans, 8 Folgen)
- 2001: Jack & Jill (6 Folgen)
- 2001–2002: Crossing Jordan – Pathologin mit Profil (Crossing Jordan, 2 Folgen)
- 2003: Alles dreht sich um Bonnie (Life with Bonnie, Folge 2x08)
- 2004: JAG – Im Auftrag der Ehre (JAG, Folge 10x01)
- 2004: CSI: Den Tätern auf der Spur (CSI: Crime Scene Investigation, Folge 5x05)
- 2004: Immer wieder Jim (According to Jim, Folge 3x27)
- 2005–2006: CSI: NY (4 Folgen)
- 2006–2008, 2010: Eureka – Die geheime Stadt (Eureka, 31 Folgen)
- 2009: True Blood (3 Folgen)
- 2010: Desperate Housewives (Folge 7x10)
- 2011: Navy CIS: L.A. (NCIS: Los Angeles, Folge 2x16)
- 2012: Castle (Folge 5x06)
- 2015: Revenge (6 Folgen)
- 2015: Faking It (3 Folgen)
- 2015–2016: Mistresses (12 Folgen)
- 2016–2017: 2 Broke Girls (19 Folgen)
- 2017: Navy CIS: New Orleans (NCIS New Orleans, Folge 3x18)
- 2018–2020: One Day at a Time (11 Folgen)
- seit 2019: The Oval (Fernsehserie)